# Тудия
Тудия (на акадски: 𒂅𒁲𒅀 или Ту-ди-я) е първи цар на Асирия, от династията на „17 царе, които живели в палатки“. Според асириолога Жорж Ру, Тудия би живял през втората половина на 25 век пр.н.е. и вероятно управлява някъде между 2450 и 2400 пр.н.е.
Той се съюзява с цар Ибриум от Ебла. Наследен е от Адаму.